# Carpathia Project
A Carpathia Project egy Ángyán Tamás hegedűs, gitáros és Daczi Zsolt gitáros által 1996-ban létrehozott duó, mely zenéjében egyedi módon ötvözi a rock, jazz, latin, ethno és egy kicsit a metalzene elemeit. Dalaik instrumentálisak.
2000-ben jelent meg egyetlen albumuk, amelyen a két alapító mellett Zsoldos Tamás (basszusgitár), Hirlemann Bertalan (dob), Kovács Gábor (billentyűs) és Makovics Dénes (fuvola) működtek közre. Ismertséget főleg külföldön szerzett az album. Az első lemez sikerén felbuzdulva nekiláttak a második Carpathia Project album dalainak, de Daczi Zsolt betegsége meglehetősen lelassította a folyamatot. A végső munkálatok közben, 2007 augusztusában elhunyt Daczi Zsolt. A kettes album keverését Ángyán egyedül fejezte be 2008-ban, de a lemez hivatalos formában azóta sem látott napvilágot, csak szerzői kiadásban.

## Diszkográfia
- Carpathia Project  (Periferic Records, 2000)

## Külső hivatkozások
- Carpathia Project oldal